# Ravne, Otok
Ravne (nemško Raunach) je naselje v Občini Otok v Okraju Celovec-dežela na Koroškem v Avstriji.